# SuperHeavy (album)
Albums par Mick Jagger
The Very Best Of Mick Jagger
(2007)
Albums par Joss Stone
LP1
(2011)
Albums par Dave Stewart
B.O. de Irrésistible Alfie
(2004)
Albums par Damian Marley
Distant Relatives
(2010)
Singles
1. Miracle Worker
Sortie : 7 juillet 2011
2. Satyameva Jayathe
Sortie : 9 août 2011

SuperHeavy est le premier album studio du supergroupe du même nom, composé de Mick Jagger, Damian Marley, Joss Stone, Dave Stewart et A. R. Rahman. L'album, mêlant entre autres rock et reggae, est sorti le 16 septembre 2011.

## Liste des titres
| No  | Titre                   | Auteur                                                             | Durée |
| --- | ----------------------- | ------------------------------------------------------------------ | ----- |
| 1.  | SuperHeavy              | Mick Jagger, Damian Marley, Joss Stone, Dave Stewart, A. R. Rahman | 5:05  |
| 2.  | Unbelievable            | Jagger, Marley, Stone, Stewart, Rahman                             | 3:50  |
| 3.  | Miracle Worker          | Jagger, Marley, Stone, Stewart, Rahman                             | 4:09  |
| 4.  | Energy                  | Jagger, Marley, Stone, Stewart                                     | 3:42  |
| 5.  | Satyameva Jayate        | Marley, Stone, Rahman                                              | 4:07  |
| 6.  | One Day One Night       | Jagger, Marley, Stone, Stewart, Rahman                             | 4:37  |
| 7.  | Never Gonna Change      | Jagger, Stewart                                                    | 4:23  |
| 8.  | Beautiful People        | Jagger, Marley, Stone, Stewart, Rahman                             | 5:00  |
| 9.  | Rock Me Gently          | Marley, Stone, Stewart                                             | 5:59  |
| 10. | I Can't Take It No More | Jagger                                                             | 3:21  |
| 11. | I Don't Mind            | Jagger, Marley, Stone, Stewart                                     | 4:59  |
| 12. | World Keeps Turning     | Jagger, Marley, Stone, Stewart                                     | 3:47  |

| 13. | Mahiya                                                       | 3:26 |
| 14. | Warring People                                               | 5:06 |
| 15. | Common Ground                                                | 3:43 |
| 16. | Hey Captain                                                  | 3:33 |
| 17. | Miracle Worker (Ashley Beedle's Warbox Remix) (bonus iTunes) |      |

## Classements
| Classements (2011)         | Meilleure position |
| -------------------------- | ------------------ |
| Argentine                  | 20                 |
| Australie - ARIA Charts    | 72                 |
| Autriche                   | 1                  |
| Belgique (Flandre)         | 14                 |
| Belgique (Région wallonne) | 10                 |
| Canadian Albums Chart      | 32                 |
| Croatie                    | 8                  |
| République tchèque         | 38                 |
| Danemark                   | 9                  |
| Pays-Bas                   | 1                  |
| France                     | 4                  |
| Allemagne                  | 2                  |
| Grèce                      | 1                  |
| Italie                     | 15                 |
| Japon - Oricon             | 16                 |
| Mexique                    | 93                 |
| Nouvelle-Zélande           | 12                 |
| Norvège                    | 17                 |
| Pologne                    | 11                 |
| Portugal                   | 12                 |
| Russie                     | 19                 |
| Slovénie                   | 10                 |
| Corée du Sud               | 23                 |
| Espagne                    | 14                 |
| Suède                      | 31                 |
| Suisse                     | 2                  |
| UK Albums Chart            | 13                 |
| Billboard 200              | 26                 |
| Rock Albums                | 8                  |

| Classement (2011) | Meilleure position |
| ----------------- | ------------------ |
| Autriche          | 54                 |
| Pays-Bas          | 57                 |
| France            | 199                |
| Allemagne         | 90                 |

## Sortie
| Pays         | Date              | Label                      | Édition(s)       |
| ------------ | ----------------- | -------------------------- | ---------------- |
| Allemagne,   | 16 septembre 2011 | Polydor Records            | Standard, deluxe |
| Irlande      | 16 septembre 2011 | A&M Records                | Standard, deluxe |
| Royaume-Uni, | 19 septembre 2011 | A&M Records                | Standard, deluxe |
| France       | 19 septembre 2011 | AZ                         | Standard, deluxe |
| États-Unis,  | 20 septembre 2011 | Universal Republic Records | Standard, deluxe |